# آمریکاگرایی (ایدئولوژی)
آمریکاگرایی  (به انگلیسی: Americanism)، که به آن میهن‌پرستی آمریکایی نیز گفته می‌شود، مجموعه ای از ارزش‌های ملی گرایانه است که هدف آن ایجاد یک هویت جمعی آمریکایی برای ایالات متحده است که می‌تواند اینگونه تعریف شود: «شرح جایگاه واقعی ملت در جهان، مجموعه ای از سنت‌ها، زبان سیاسی و سبکی فرهنگی آغشته به معنای سیاسی». به گفته لژیون آمریکایی، یک سازمان کهنه سربازان ایالات متحده، آمریکاگرایی یک ایدئولوژی یا اعتقاد به فداکاری، وفاداری، یا وفاداری به ایالات متحده آمریکا، یا احترام به پرچم ، سنت‌ها، آداب و رسوم، فرهنگ و فرهنگ آن است. نمادها، نهادهای آن یا شکل حکومت آن. به تعبیر تئودور روزولت، «آمریکایی‌گرایی مسئله روح، اعتقاد و هدف است، نه عقیده یا محل تولد».
آمریکایی گرایی دو معنای متفاوت دارد: ویژگی‌های تعیین‌کننده ایالات متحده، یا وفاداری به ایالات متحده و دفاع از آرمان‌های سیاسی آمریکا. این آرمانها شامل استقلال، برابری در برابر قانون، آزادی بیان، دموکراسی و پیشرفت نمی‌شود.

## ایدئولوژی
به گفته وندی ال. وال در کتاب ابداع "راه آمریکایی" در سال ۲۰۰۸: سیاست اجماع از معامله جدید تا جنبش حقوق مدنی، آمریکاگرایی توسط یک کمپین تبلیغاتی ملی برای تضاد با کمونیسم و فاشیسم در دوران جنگ سرد ارائه شد، با مزایای آمریکایی گرایی که از طریق آرمان‌های آزادی و دموکراسی ترویج می‌شود.
استاد آزادیخواه علوم سیاسی در دانشگاه کلمسون سی بردلی تامپسون اظهار داشت که،
اما معنای آمریکایی گرایی امروزه بسیار متفاوت است. تا جایی که این اصطلاح هنوز هم استفاده می‌شود، معنای آن توسط چپ و راست ربوده شده‌است. چپ اغلب آمریکا گرایی را با چندفرهنگ گرایی، نسبیت گرایی، محیط زیست گرایی، مقررات و رفاه گرایی – به عبارت دیگر، با ترقی گرایی یکی می‌داند. راست معمولاً آمریکایی‌گرایی را با مسیحیت، نماز مدرسه، سنت، ارزش‌های خانوادگی و استانداردهای جامعه - به عبارت دیگر، با محافظه‌کاری اجتماعی یکی می‌داند. با این حال، هیچ‌یک از این ارزش‌ها منحصر به فرد آمریکایی نیستند. در واقع، به یک شکل، همه آنها منشأ اروپایی مشخصی دارند که در تقابل مستقیم با معنای بومی آمریکاگرایی قرار گرفته‌است.
برخی از سازمان‌ها آمریکایی گرایی را پذیرفته‌اند، اما آرمان‌های آن را فراتر برده‌اند. به عنوان مثال، کو کلوکس کلان معتقد است که آمریکایی‌گرایی شامل جنبه‌های نژادی (پاک بودن سفیدپوستان آمریکایی) و پروتستانیسم آمریکایی است.
اگنس ریپلیر در مقاله‌ای در سال ۱۹۱۶ که به آمریکایی‌گرایی اختصاص داشت، تأکید کرد که «از بین همه کشورهای جهان، ما و ما فقط نیاز به ایجاد مصنوعی میهن‌پرستی داریم که حق اصلی سایر ملل است.»

## تاریخ
مفهوم آمریکایی‌گرایی از زمانی که اولین مهاجران اروپایی با الهام از چشم‌انداز درخشان " شهری بر تپه " به آمریکای شمالی نقل مکان کردند، مورد استفاده قرار گرفت. جان آدامز نوشت که سکونت‌گاه‌های جدید در آمریکا «گشایش صحنه‌ای باشکوه و طراحی در مشیت برای روشنایی جاهلان و رهایی‌بخش برده‌دار بشر در سراسر زمین است».
در طول دوران پیش از جنگ، در طول دهه‌های ۱۸۳۰، ۱۸۴۰ و ۱۸۵۰، آمریکایی‌گرایی به دلیل وحشت اخلاقی بومی‌گرایان پس از افزایش مهاجرت ایرلندی و آلمانی که منجر به رشد کاتولیک آمریکایی شد، معنای سیاسی محدودکننده‌ای پیدا کرد.
متیو کانتینتی، روزنامه‌نگار، روسای جمهور ایالات متحده وارن جی. هاردینگ و کالوین کولیج را بر اساس سیاست‌هایشان به عنوان «سخنگوی آمریکایی گرایی» توصیف می‌کند. انجمن جان برچ و بنیانگذار آن، رابرت ولش، آمریکاگرایی را به عنوان «ضد فلسفی کمونیسم» ترویج کردند. برعکس، در دوران رکود بزرگ و پس از آن، حزب کمونیست مبارزات انتخاباتی خود را اعلام کرد که «کمونیسم آمریکاگرایی قرن بیستم است».
سال‌های پایان جنگ داخلی تا پایان جنگ جهانی دوم معنای جدیدی را برای واژه «آمریکایی‌گرایی» به میلیون‌ها مهاجری که از اروپا و آسیا می‌آمدند، آورد. آن دوران، دوران رشد اقتصادی و صنعتی شدن بزرگ بود، و بدین ترتیب صحنه آمریکا متشکل از «دموکراسی صنعتی» و این تفکر که مردم در آمریکا حکومت هستند، به وجود آمد. از آن زمان، موفقیت ملت آمریکا قدرت فوق‌العاده‌ای را برای مفهوم آمریکایی‌گرایی به ارمغان آورده‌است.

## ایده‌ها

### دولت
آمریکایی گرایی بر هویت سیاسی جمعی بر اساس اصولی که در قانون اساسی ایالات متحده توسط بنیانگذاران بیان شده‌است، تأکید می‌کند. چنین ایدئولوژی‌هایی عبارتند از جمهوری‌خواهی، رهایی، آزادی، فردگرایی، مشروطیت، حقوق بشر، و حاکمیت قانون.

### فرهنگ

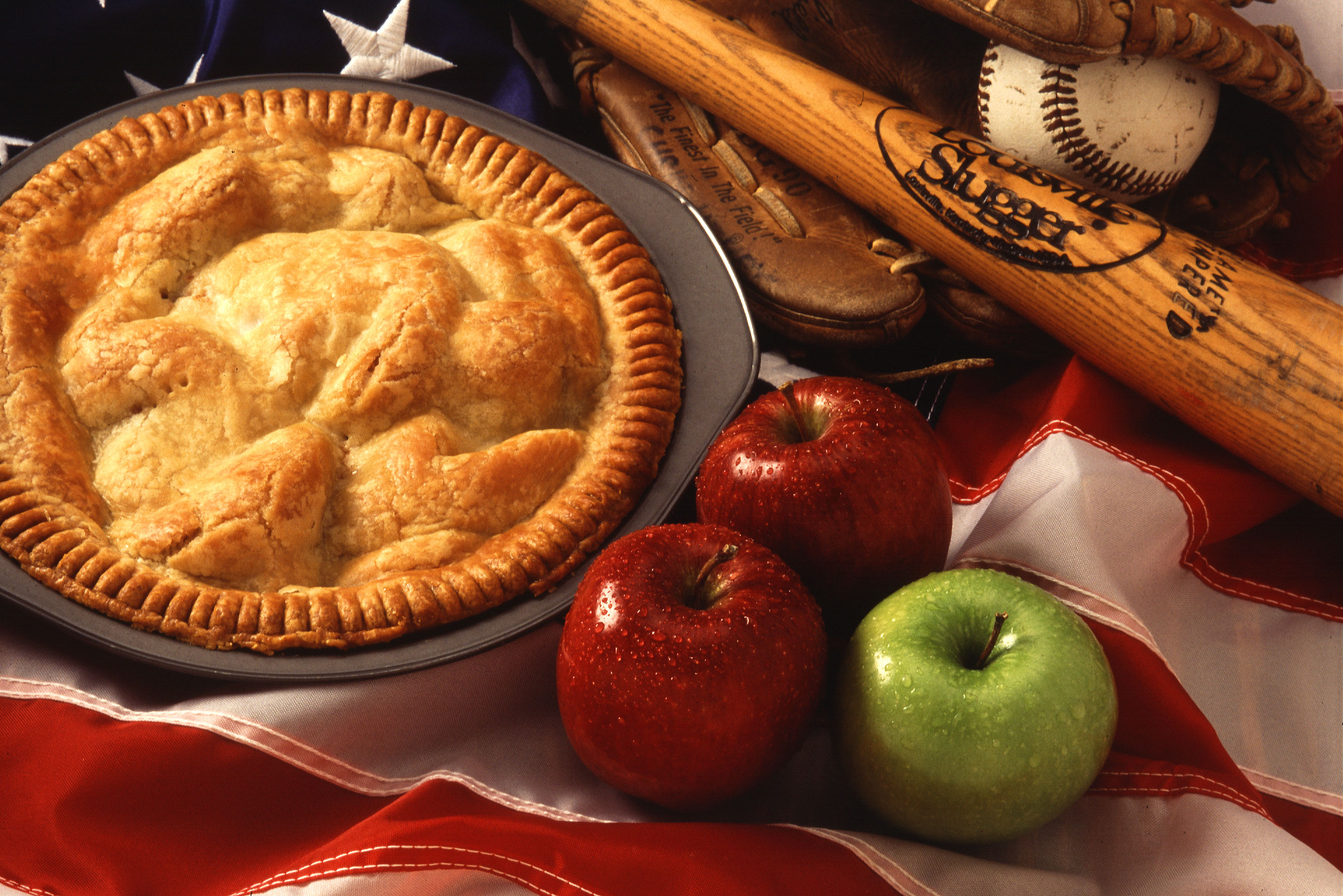
نمادهای فرهنگی ایالات متحده آمریکا: پرچم آمریکا، بیسبال، سیب و پای سیب

آمریکایی‌گرایی از هویت فرهنگی جمعی مبتنی بر فرهنگ سنتی ایالات متحده حمایت می‌کند. آثار فرهنگی رایج عبارتند از پرچم ایالات متحده،چیزبرگر،پای سیب، بیسبال، راک اند رول، شلوار جین آبی، کوکاکولا، و شهرهای کوچک. آمریکایی گرایش به حمایت از تک فرهنگ گرایی و یکسان‌سازی فرهنگی دارد و معتقد است که آنها جزء یک هویت فرهنگی آمریکایی یکپارچه هستند.

### نمادها
آمریکایی‌گرایی تلاش می‌کند مجموعه ای از نمادهای مشترک را برای نماد هویت آمریکایی جمع‌آوری کند. نمادهای ملی شناخته شده ایالات متحده عبارتند از: پرچم ایالات متحده، مُهر بزرگ، عقاب سرسفید، پرچم پرستاره، به خدا ما اعتماد داریم، و تعهد تابعیت.

## بیشتر خواندن
- Chinard, Gilbert. (1929.) Thomas Jefferson, the Apostle of Americanism. Little, Brown And Company.
- Dorsey, Leroy G. (2007.) We Are All Americans, Pure and Simple: Theodore Roosevelt and the Myth of Americanism. University of Alabama Press.
- Gelernter, David. (2007.) Americanism: The Fourth Great Western Religion. New York: Doubleday.
- Kazin, Michael; McCartin, Joseph A. (2006.) Americanism: new perspectives on the history of an ideal Chapel Hill, N.C. : University of North Carolina Press. شابک ‎۹۷۸−۰−۸۰۷۸−۳۰۱۰−۹ISBN 978-0-8078-3010-9
- Rand, Ayn (1946.) Textbook of Americanism, The Vigil. ASIN B0007H447Q
- Yerkes, Andrew C. (2005.) Twentieth-century Americanism: Identity and ideology in Depression-era leftist fiction. Routledge. شابک ‎۰−۴۱۵−۹۷۵۳۸−۷ISBN 0-415-97538-7, شابک ‎۹۷۸−۰−۴۱۵−۹۷۵۳۸−۴
- What is Americanism?, American Journal of Sociology, 20, no. 5 (مارس ۱۹۱۵): ۶۱۳–۶۲۸.
- George McKenna (2008). The Puritan Origins of American Patriotism. Yale University Press. ISBN 978-0-300-13767-5.
- Jeremy Latchaw (2009). American Patriotism Through the Eyes of an Eagle. Xulon Press. ISBN 978-1-60791-485-3.
- American Patriotism: American Ideals in the Words of America's Great Men. Allyn and Bacon. 1926.
- John E. Bodnar (1996). Bonds of Affection: Americans Define Their Patriotism. Princeton University Press. ISBN 0-691-04396-5.
- Woden Teachout (2009). Capture the Flag: A Political History of American Patriotism. Basic Books. ISBN 978-0-7867-4476-3.
- June Granatir Alexander (2008). Ethnic Pride, American Patriotism: Slovaks And Other New Imiigrants. Temple University Press. ISBN 978-1-59213-780-0.